# Palythoa titanophila
Palythoa titanophila är en korallart som beskrevs av Ferdinand Albin Pax och Müller 1957. Palythoa titanophila ingår i släktet Palythoa och familjen Zoanthidae. Inga underarter finns listade i Catalogue of Life.